# کیتاموتو، سایتاما
کیتاموتو در استان سایتاما در کشور ژاپن واقع شده‌است  که دارای جمعیت ۶۹٬۹۰۳ نفر و مساحت ۱۹٫۸۴ کیلومتر مربع با تراکم جمعیت ۳٬۵۲۳  نفر در کیلومترمربع است و در تاریخ ۳ نوامبر ۱۹۷۱ به عنوان شهر شناخته شد.